# Mauro Picone
Mauro Picone   (Palerm, 2 de maig de 1885 - Roma, 11 d'abril de 1977) va ser un matemàtic italià.

## Vida i Obra
Fill d'un enginyer de mines que va haver d'emigrar en desaparèixer la mineria del sulfur a la seva vila natal i es va convertir en professor de secundària, Picone va passar la serva infància i joventut entre Arezzo i Parma, on va fer els seus estudis secundaris. El 1903 va obtenir el primer lloc en el concurs d'admissió a la Scuola Normale Superiore de Pisa en la qual es va graduar el 1907 amb una tesi sobre equacions diferencials. Els anys següents va ser assistent a la pròpia escola sota la influència del seu col·lega Eugenio Levi. El 1909 va obtenir l'habilitació per a la docència i el 1913 va obtenir una plaça docent al Politècnic de Torí.
La seva labor docent es va veure interrompuda per la Primera Guerra Mundial, durant la qual va ser oficial d'artilleria. En aquest càrrec, es va encarregar de revisar i millorar les taules de tir de que havia fet Francesco Siacci a finals del segle xix. Mantindrà aquesta passió per la balística i, més generalment, per la computació, la resta de la seva vida.
En acabar la guerra va ser professor de la universitat de Catània (1920-1924) i, per breu temps, de les de Càller i Torí, fins que el 1925 va ser nomenat a la universitat de Nàpols. El 1927 va fundar en aquesta ciutat, amb l'ajut financer d'un company d'estudis de la Normale, Luigi Amoroso, el Istituto del calcolo, que posteriorment (1931-32) va ser re-anomenat (actualment es diu Istituto per le applicazioni del calcolo) i posat sota el control del Consell de Recerca Italià. L'institut, en fundar-se, estava proveït, segons ell mateix, de maquines calculadores, de potència modesta, però suficient per a iniciar l'experiment.
El 1932 Picone va ser nomenat professor a la universitat de Roma La Sapienza coincidint amb el canvi de nom del Istituto i el seu trasllat a Roma. Va ser director de l'institut i catedràtic de la universitat fins que es va retirar el 1960.
Els primers treballs de recerca de Picone van ser en anàlisi matemàtica, essent, juntament amb Leonida Tonelli el continuador de l'escola italiana d'anàlisi real. Però la seva aportació més important va ser la creació de l'institut del càlcul, ja que va significar que, per primera vegada a Itàlia, s'organitzava la recerca matemàtica fora dels circuits acadèmics oficials, es possibilitava que els joves investigadors entressin en un canal que els podia portar a feines interessants i s'aconseguia que les matemàtiques fossin objecte de consultoria obrint noves relacions professionals. Picone va ser, a més, un excel·lent descobridor de talents; feia tot el possible per promocionar i encoratjar el treball dels joves investigadors i, com que estava molt ben relacionat amb el govern feixista, el seu poder era considerable.